# Der Herr vom andern Stern
 Der Herr vom andern Stern  ist ein deutscher Spielfilm von Heinz Hilpert aus dem Jahre 1948.

## Handlung
Der Herr vom andern Stern reist durch den Weltraum, allein durch Konzentration. Als er an der Erde vorbeikommt, wird seine Konzentration gestört und er muss landen. Bei seiner Landung fällt er gleich der Polizei ins Auge. Die Polizisten möchten seinen Ausweis sehen, doch er besitzt keinen, also gehen sie mit ihm auf das Amt. Dort wird er von der einen Stelle an die andere weitergeleitet, denn man hält ihn für gefährlich, weil er Gegenstände verändern oder verdoppeln kann.
Weil sie ihn nicht festnehmen können, stellen sie ihm einen Ausweis aus und behalten ihn im Auge. Er geht mit Flora, welche er auf dem Amt kennengelernt hat, nach Hause. Eigentlich will er sich nur zwei Stunden ausruhen, um sich dann wieder konzentriert auf den Weg zu machen, doch sie verlieben sich ineinander. So beschließt der Herr vom andern Stern, auf der Erde zu bleiben. Obwohl er ihnen nicht ganz geheuer erscheint, werben bald verschiedene Medienvertreter, Parteien und Kriminelle um ihn, scheitern jedoch an seiner Gewitztheit. Als schließlich ein General ihm von der Humanisierung des Krieges mit Hilfe der (damals noch gar nicht erfundenen) Neutronenbombe vorschwärmt, zieht es der Außerirdische vor, seiner Liebe zu entsagen und wieder ins All zu entschweben. Alle, die ihn bis dahin mit Misstrauen beäugt hatten, setzen ihm nun ein Denkmal und loben seine Angepasstheit.

## Prolog
„Es war einmal ein Mann, der hiess Aldebaran und lebte auf einem anderen Stern. Eines Tages machte er eine Vergnügungsreise durch das Weltall und landete auf der Erde. Er war anders als die Erdbewohner und sie wünschten, ihn wieder los zu sein. Aldebaran wäre auch gleich wieder abgereist, wenn er sich nicht Hals über Kopf in ein hübsches Mädchen verliebt hätte. Aber dieses Mädchen hatte der aussergewöhnlichen Fähigkeiten Aldebarans wegen grosse Angst um ihn, und er versuchte nun so zu sein wie alle anderen. Jetzt ging es rasch mit ihm bergab und er fürchtete, nie mehr die Erde verlassen zu können. Dem Mädchen brach das Herz darüber. Aber es liebte ihn mehr wie sich selbst und gab ihn wieder frei. Da wurde er gleich wieder der Alte und reiste spornstreichs zurück auf seinen Stern. Die Geschichte von Aldebaran ist uralt und wahr, und passiert auch immer wieder.“

## Hintergrund
Das Drehbuch basiert auf der Kurzgeschichte von Werner Illing. Produziert wurde der Film in den Ateliers der Bavaria Film in Geiselgasteig, die Außenaufnahmen stammen aus München und Umgebung.
Für Hauptdarsteller Rühmann war dies der erste Nachkriegsfilm. Walter Rühland sorgte für den Ton, Theo Nischwitz für die optischen Spezialeffekte. Gabriel Pellon und Max Seefelder entwarfen die Filmbauten, assistiert von dem späteren Stardesigner und Oscar-Preisträger Rolf Zehetbauer, der hier sein Filmdebüt gab. Ebenfalls ihren Einstand beim Film gab hier die Regieassistentin Ilona Juranyi (1916–1996), die in den kommenden drei Jahrzehnten an weit über 100 Film- und Fernsehproduktionen beteiligt gewesen war, zuletzt (bis 1976) an dem ZDF-Dauerbrenner Der Kommissar. Werner Egk schrieb die Filmmusik.
Die Uraufführung des Films erfolgte am 13. Juli 1948 in Berlins Filmbühne Wien. Er wurde im selben Jahr auch bei den Internationalen Filmfestspielen von Venedig gezeigt. Die letzte Szene des Films wurde bei den seltenen Fernsehausstrahlungen der 1990er Jahre geschnitten.

## Kritiken
„Ein verirrter Sternenbewohner landet auf der Erde, nimmt die Gestalt eines Menschen an und erlebt reinen Herzens die Zwänge und Tücken des Erdenlebens, aber auch die Freuden der Liebe. Der Versuch einer kabarettistisch aufgeputzten Nachkriegssatire, die an den Ungereimtheiten des Drehbuchs und der Konzeptlosigkeit der Regie scheitert. Ein betulicher Unterhaltungsfilm von gedämpfter Heiterkeit, an dem allenfalls viel guter Wille, der Mut zur Improvisation und das humane Engagement positiv zu vermerken sind.“

Frank-Burkhard Habel schrieb in seinem Buch Zerschnittene Filme, der Film gewinne seinen Reiz durch das Spiel mit dem hergebrachten Rollenbild Rühmanns als stets angepasster kleiner Mann. Dieses Rollenbild werde hier genutzt und konterkariert.